# Distrito de Salcabamba
El Distrito peruano de Salcabamba es uno de los 18 distritos que conforman la Provincia de Tayacaja, ubicada en el Departamento de Huancavelica, Perú. Limita al norte con los distritos de Salcahusi y San Marcos de Rocchac; al este con el distrito de Surcubamba; al este el distrito de Huaribamaba; al sur los distrito de Quishuar y Daniel Hernández.

## Etimología
La denominación de este distrito proviene del topónimo quechua SALLQA PAMPA, la que tiene como significado una pampa de piedra llama SALLAS. Ya por la llegada de los españoles que comenzó llamarse con su nombre actual "Salcabamba".

## Historia
Época de Pizarro y Almagro[editar código · editar]
Los primeros habitantes fueron posiblemente los conquistadores Chancas al extenderse hacia Wancawillca, hoy Huancavelica, llegaron a toparse con la cultura Taya, quienes estaban asentadas a las orillas del río Pampas. Ya con la llegada de los españoles a quienes les apasionaba fundar pueblos en especial en los Andes Centrales que empezaron a aparecer los primeros registros de habitantes según Felipe Alanya Julian, historiador Salcabambino. Estos comenzaron a asentarse en el valle obligando a retirarse a los indios a las alturas, como a Pallqa, Pucayaco. Esto se puede probar por las casonas llamadas casa hacienda que hoy son vestigios arqueológicos que se encuentran Ayaqocha, Mollepata, patay, Istay.
Hay quienes también sostienen la versión de que los primeros habitantes de SALLQA PAMPA fueron los conquistadores Almagristas que llegaron siendo perseguidos por Pizarristas y posteriormente las tropas del pacificador de la Gasca, quienes fueron enviados por la Corona española a resolver la guerra civil que se había desatado por su llegada de Pizarro y de Almagro.
Época virreinal[editar código · editar]
En los días del virreinato los distritos de Nuestra Señora de Asunción de Salcabamba, Nuestra Señora de Santa Ana de Huaribamba, Tiobamba, Huachocolpa y otros, con sus respectivas jurisdicciones, fueron gobernados por los hijos del Ayllu Higua las cuales colindaba con el Ayllu Guarocondor. Los caciques eran los que gobernaban los Ayllus.
En 1711 Salcabamba fue gobernada por el cacique interino Pedro Huaman Masa, quien fue el cacique interino de Nuestra Señora de Asunción de Salcabamba, y el cacique principal del Ayllu Higua fue don Bartolomé López Cusiananpa que gobernaba desde Salcabamba, Huaribamba y Tiobamba.
Época republicana [editar código · editar]
Fue como Villa Salcabamba que se fundó en los tiempos en donde Don 'Simón Bolíivar' liberaba a Perú y a Colombia de la opresión de los españoles, y es precisamente por él que fue declarado como distrito el 21 de junio de 1825. Este pueblo tiene historia, cultura y tradición.
Algunas afirmaciones lugareñas afirman que la primera autoridad del gobierno lugar era de apellido Morales, además afirman que los primeros propietarios de las tierras salcabambinas fueron de la familia Murillo. Ciro Palomino, dice: “Una oportunidad de la época de los montoneros, la familia Murillo degolló a su oponente y por eso se quedó como hacendado en Salcabamba”. Además se afirma que aun en la época republicana hubo conflictos por la ambición de poseer mayores extensiones de tierras.
Las comunidades campesinas más antiguas son: Ayaccocha y Cedropampa, luego Pucayaco, Pallcca, Patay. Y otras nacieron, después de la reforma agraria de 'Velasco Alvarado' como: Istay – Hualcas, y tenemos otras que están consolidándose como: Motuypata, Changueleta, Mollepata, Miraflores, Vista Alegre, Bellavista, Acobamba, San Luis de Bravayocc, y otros como Ovejería, Caimo, Perolccocha, Suito Rumi, Yananaco, Pilata, Manchay, Matibamba, Inyac y entre otros.

## Autoridades

### Municipales
- 2019 - 2022[1]
  - Alcalde: Yurian Yllesca Díaz, del Movimiento Independiente Trabajando para Todos.
  - Regidores:

  1. Felicísimo Curilla Ravelo (Movimiento Independiente Trabajando para Todos)
  2. Felipe Albino Sinche Tello (Movimiento Independiente Trabajando para Todos)
  3. Eufelia Alvina Palomino Campo (Movimiento Independiente Trabajando para Todos)
  4. Víctor Tomás Poma Asto (Movimiento Independiente Trabajando para Todos)
  5. Rolando Johel Pariona Mayta (Movimiento Regional Ayni)